# Edouard Calic
Edouard Calic (ursprünglich Eduard Čalić; * 14. Oktober 1910 in Marčana, Österreich-Ungarn; † 29. August 2003 in Salzburg) war ein jugoslawischer Journalist, Publizist und Historiker. Er ist der Vater der Historikerin Marie-Janine Calic.

## Leben und Wirken

### Frühes Leben
Calic wurde 1910 als Sohn einer kroatischen Familie im Österreichischen Küstenland geboren. 1919 musste seine Familie infolge der Verfolgung der dortigen slawischen Bevölkerung durch italienische Freischärler aus Istrien in das neu gegründete Königreich der Serben, Kroaten und Slowenen fliehen. Nach dem Schulabschluss studierte er Rechtswissenschaften an der Universität Zagreb.
Nach dem Erwerb eines Staatsdiploms an der Universität Zagreb arbeitete Calic zeitweise als Journalist, bevor er 1939 auf Anraten von Albert Bazala, dem Präsidenten der Jugoslawischen Akademie der Wissenschaften, zur Fortsetzung seiner Studien nach Deutschland ging. Am 29. Januar 1940 immatrikulierte er sich an der Philosophischen Fakultät der Friedrich-Wilhelms-Universität, wo er unter anderem bei Emil Dovifat und Jens Jessen hörte. Nebenbei arbeitete er seit 1940 als Berlin-Korrespondent der in Zagreb erscheinenden jugoslawischen Tageszeitung Novosti. Da Novosti nach der deutschen Besetzung Jugoslawiens im April 1941 verboten wurde, war Calic seit diesem Zeitpunkt erwerbslos. Nominell an der Universität immatrikuliert blieb er bis zum 15. Juli 1941.
Im Sommer 1942 wurde Calic von der Gestapo verhaftet und nach mehrmonatigem Aufenthalt im Hausgefängnis der Gestapo in der Prinz-Albrecht-Straße 8 im Dezember 1942 ins KZ Sachsenhausen in Oranienburg verbracht. Als Begründung wurde angegeben, dass er in Verdacht geraten sei, „als Ausländer und Angehöriger einer befreundeten Nation“ an „komplottähnlichen Verschwörungen von Ausländern“ beteiligt zu sein. Daher sei er als Risiko für die Staatssicherheit in Vorbeugehaft genommen worden.
Da die Staatspolizei Berlin ihn ohne Schutzhaftbefehl einlieferte, wurde er dort zunächst keiner der gängigen Häftlingsgruppen (Kommunisten, Homosexuelle etc.) zugeordnet. Später kategorisierte man ihn, da italienischer Staatsbürger, als „Sonderhäftling“ beziehungsweise „Ausweisungshäftling“. Als Ausweisungshäftlinge galten nach den NS-Verwaltungsrichtlinien Häftlinge, die die Staatsbürgerschaft eines mit Deutschland befreundeten Staates besaßen und bei nächster Gelegenheit an diesen ausgeliefert werden sollten.
Während seines Aufenthaltes in Sachsenhausen arbeitete Calic in auswärtigen Arbeitseinsätzen für das „Kommando Speer“ sowie in den Büros des Arbeitseinsatzes und zuletzt seit 1944 in der Verwaltung der Effektenkammer des Lagers. 1945 wurde er auf den Todesmarsch der Sachsenhäuser KZ-Häftlinge von Sachsenhausen nach Schwerin geschickt.

### Nachkriegszeit
Im Mai 1945 kehrte er kurzzeitig nach Berlin zurück, wo er eigenen Angaben zufolge für das Internationale Komitee des Roten Kreuzes tätig gewesen sein soll. Anschließend siedelte er in das britisch kontrollierte Istrien über. Nachdem sich seine Hoffnungen, in dem damals etablierten Freistaat Triest politisch Karriere machen zu können, zerschlagen hatten, ließ er sich 1946 in Paris nieder und arbeitete als Journalist, Buchautor und Rundfunksprecher. 1959 kehrte er nach Berlin zurück, wo er zunächst als Korrespondent für den Combat tätig war. 1962 sagte Calic im Verfahren gegen den KZ-Arzt Heinz Baumkötter vor dem Landgericht Münster aus.
Im Juli 1963 bekam Calic auf der Grundlage eines an der Freien Universität Berlin durchgeführten Kolloquiums auf dem Niveau einer Doktorprüfung unter Vorsitz von Ernst Fraenkel (Beisitzer waren Emil Dovifat und Werner Philipp) den akademischen Grad eines Dr. phil. verliehen. Das Kolloquiums-Gespräch wurde als Vollendung eines Promotionsverfahrens, das Calic 1941 an der damaligen Friedrich-Wilhelms-Universität begonnen hatte, aber kriegsbedingt und bedingt durch seine Inhaftierung nicht hatte abschließen können, anerkannt. Da sein Dissertationsmanuskript nicht mehr auffindbar war, war die Verleihung des Doktorgrades im Rahmen einer regulären Promotion nicht möglich, so dass ihm stattdessen eine „Promotions-Ersatzbescheinigung“ als Grundlage zur Berechtigung zum Führen seines akademischen Grades ausgestellt wurde.
In den 1970er Jahren warfen Louis de Jong und Hans Mommsen Calic vor, den Doktorgrad auf unredliche Weise und zum Teil durch falsche Angaben erhalten zu haben. Seine Unterstützer, darunter Jürgen Schmädeke, Eugen Kogon, Pierre Grégoire und Karl Dietrich Bracher, sahen darin wiederum eine Retourkutsche von Calics Kontrahenten in der Reichstagsbrandkontroverse. Calic hatte kurz zuvor in einer Publikation die Gewährsleute, die Fritz Tobias für seine These der Alleintäterschaft des Marinus van der Lubbe genannt hatte, als „NS-Anhänger der ersten Stunde und Nutznießer des Regimes“ bezeichnet. Der Berliner Senator für Kunst und Wissenschaft Gerd Löffler lehnte es 1976 ab, ein Verfahren zum Entzug des Doktortitels zu eröffnen. Der Journalist Karl-Heinz Janßen veröffentlichte 1979 in der Zeit ein kritisches Dossier über Calics Vergangenheit und publizistisch-wissenschaftliche Tätigkeit. Der Direktor des Instituts für Zeitgeschichte, Martin Broszat, unterstützte Janßen.
Calic trat in den 1960er Jahren durch Veröffentlichungen zur Zeitgeschichte, zumal zur Geschichte des Nationalsozialismus, hervor. Seine erste größere Arbeit war das 1966 in Frankreich veröffentlichte Buch Himmler et son Empire, eine Annäherung an Heinrich Himmler und den SS-Apparat, das Calic als ersten Teil einer Trilogie seiner Auseinandersetzung mit dem Machtkomplex SS-Gestapo ansah. Als zweiten Teil publizierte er 1978 einen Forschungsbericht zum Reichstagsbrand und als dritten 1984 eine Biographie Reinhard Heydrichs, in der er unter anderem verbreitet, Rudolf Heß’ Flug nach Schottland am 10. Mai 1941 wäre von Heydrich organisiert worden.
Größere Resonanz fand Calic mit der von ihm 1968 herausgegebenen Quellensammlung Ohne Maske. Hitler-Breiting Geheimgespräche 1931. Darin sind zwei bis dahin unbekannte Protokolle von Interviews enthalten, die der Leipziger Journalist Richard Breiting 1931 mit Hitler geführt haben soll, und die Calic im Nachlass von Breiting aufgefunden haben will. In zahlreiche Sprachen übersetzt, fand das Buch zunächst ein überwiegend positives Echo. In den 1970er-Jahren wurden hingegen von Hugh Trevor-Roper und vor allem von Hans Mommsen und Fritz Tobias Zweifel an der Authentizität der Dokumente geltend gemacht. In späteren Jahren verdichtete sich die Kritik an dem Breiting-Buch zu dem Vorwurf, Calic sei einer Quellenfälschung aufgesessen oder habe diese sogar selbst angefertigt. Calics Verteidiger hielten dem entgegen, dass kleinere Fehler sich aus Übertragungsfehlern bei der Entzifferung der handschriftlichen Unterlagen ergeben hätten. Nach 1990 konnte mithilfe der Akten der Stasiunterlagen-Behörde, in denen sich die Überwachung der Korrespondenz der Familie Breiting mit Calic fand, zudem gezeigt werden, dass Calic in Kontakt mit den Erben Breitings gestanden und Unterlagen aus dessen Nachlass erhalten hatte. Der amerikanische Historiker Benjamin Carter Hett sieht die Breiting-Unterlagen sehr kritisch. „Niemand soll mehr an einen wie auch immer gearteten Quellenwert der «Breiting»- wie auch der «Kessel»-Dokumente glauben.“
Das Internationale Komitee zur wissenschaftlichen Erforschung der Ursachen und Folgen des Zweiten Weltkrieges, Luxemburg, kurz Luxemburger Komitee, wurde 1968 unter Beteiligung Calics gegründet. Er war die treibende Kraft, der auf die Gründung hingearbeitet hatte. Calic wurde Generalsekretär des Komitees. Er schaffte es, einen erlesenen Kreis von Persönlichkeiten aus Politik und historischer Forschung in einem 25-köpfigen Kuratorium „um sich zu scharen“. Publizistisch trat das Komitee überwiegend durch zwei 1972 und 1978 erschienene Bände hervor, die auf der Grundlage neuaufgefundener Dokumente beweisen sollten, dass der Reichstagsbrand von den Nationalsozialisten selbst gelegt worden sei. Die beiden Dokumentationsbände des Komitees sowie ein ebenfalls 1978 veröffentlichter, von Calic verfasster und von Pierre Grégoire herausgegebener Forschungsbericht führten zu einer Wiederbelebung der Reichstagsbrand-Kontroverse. In der folgenden Auseinandersetzung wurde vor allem Calic angegriffen, dem die Vertreter der Alleintäterthese unterstellten, er habe die in den Dokumentationsbänden enthaltenen „neuen Dokumente“ nicht aufgefunden, sondern selbst erstellt. Außer von Tobias und Mommsen wurde diese Auffassung vor allem von dem Politikwissenschaftler Eckhard Jesse und dem Historiker Henning Köhler vertreten. Jesse etwa druckt die Sterbeurkunde des Heizers Wittkowski aus dem Jahr 1963 ab – Calic bietet im Dokumentenband aber eine Zeugenaussage Wittkowskis aus den späten 1960er Jahren. Laut Köhler werden darin dem Zeugen Eugen von Kessel Kenntnisse unterstellt, die er zur Zeit des Reichstagsbrands nicht gehabt haben konnte, zumal er bis Juni 1933 nicht in Berlin, sondern in Hamburg lebte. Die Darstellung des Reichstagsbrands, die der SPD-Politiker Paul Löbe 1963 verfasst haben soll, widerspreche seinen Memoiren von 1954 und seiner Stellungnahme zu Tobias’ Artikelserie zum Reichstagsbrand im Spiegel von 1959. Auch die von Calic abgedruckte Aussage von Gottfried Treviranus stimme nicht mit dessen sonstigen Aussagen zum Reichstagsbrand überein. Karl-Heinz Janßen sprach in der Zeit dem gleichen Tenor folgend von einer der „unverfrorensten Geschichtsfälschungen dieses Jahrhunderts“. Eine Widerrufs- und Unterlassungsklage Calics wurde Ende 1982 durch das Landgericht Berlin abgewiesen, weil für den „Durchschnittsleser“ nicht der behauptete Sachverhalt einer Fälschung als Tatsachenbehauptung im Vordergrund stehe, sondern „die darin zum Ausdruck gekommene Wertung“. Auf der Gegenseite wies unter anderem der Berliner Historiker Jürgen Schmädeke die Fälschungsvorwürfe bereits 1979 als in der Sache unbegründete Diffamierungsversuche zurück. Weitere Historiker, Publizisten und Persönlichkeiten wie Robert Kempner und Walther Hofer nahmen Calic ebenfalls in Schutz. Ferner bemühten sich zwei Broschüren (von Gerhard Pletschacher und vom Comité de la Résistance) darum, die gegen Calic erhobenen Vorwürfe, respektive die zu ihrer Begründung vorgebrachten Argumente und Belege, zu widerlegen.
Heute besteht in der Forschung weitgehender Konsens darüber, dass die meisten der Dokumente, die Calic im Rahmen der von Hofer herausgegebenen Reichstagsbranddokumentation vorlegte, nicht authentisch sind. Uneinigkeit besteht dabei weiterhin in der Frage, ob Calic ihr Urheber war oder ob er sie von dritter Seite zur Verfügung gestellt bekam und sie bona fide, also im Glauben an ihre Echtheit, verbreitete: Einige Hinweise sprechen dafür, dass mindestens ein Teil der von Calic veröffentlichten Dokumente aus der DDR stammt. Hersch Fischler stellt die Möglichkeit in den Raum, dass sie von DDR-Stellen angefertigt und dann Calic zugespielt wurden. Der amerikanische Historiker Benjamin Carter Hett konzediert in diesem Zusammenhang, es sei möglich, dass Calic demnach selbst ein Opfer dieser Fälschungen und nicht etwa ihr Urheber war. Andererseits weist er aber darauf hin, dass spezielle sprachliche Charakteristika der Dokumente – die in ihnen feststellbaren Eigentümlichkeiten der serbokroatischen Sprache – weiterhin ein gewichtiges Indiz für eine Urheberschaft Calics darstellen („a large finger [that points] in the direction of Calic“).

## Schriften (Auswahl)

### Als Autor
- Die Rolle der Presse im politischen Leben der Volker Jugoslawiens. 1941/1942. (Dissertationsfragment, verschollen)
- Le Prophète et L’Atome. Le Réveil de l’Islam vu du Pakistan, du Cachemire, de l’Égypte. Paris 1956.
- La Chine. Grande Puissance. Paris 1960.
  - Die Roten Söhne des Himmels. Übersetzung aus dem Französischen. Fackelträger, Hannover 1962 (Reportagen in Le Figaro).
- Amundsen, le Dernier Viking. Paris s. a.
  - Roald Amundsen. Der letzte Wikinger. Hoch, Düsseldorf 1960.
  - Kapitän Amundsen. Vorw. von Erich Bruns. Hinstorff, Rostock 1961.
- J’ai vu Vivre la Sibérie. Paris 1962.
- Bulgarie Pittoresque et Moderne. Sofia 1964.
  - Romantisches und modernes Bulgarien. Übersetzung Tschavdar Djugmedshiev. Fremdsprachenverlag, Sofia 1964.
- Himmler et Son Empire. Paris 1965.
- Ohne Maske. Hitler-Breiting-Geheimgespräche 1931. Societäts-Verlag, Frankfurt am Main 1969.
- Le Reichstag Brûle! Paris 1969.
- L’univers polaire.
  - Treffpunkt Pol. Erlebnisse und Eindrücke im Hohen Norden. Überarbeitet von Friedrich W. Stöcker. Brockhaus, Leipzig 1965.
- mit Pierre Gregoire: Der Reichstagsbrand. Die Provokation des 20. Jahrhunderts. Forschungsergebnis. Mit Stellungnahmen über das Historische Ereignis des 27. Februar 1933. Luxemburg 1978.
- Der Zweite Weltkrieg und der Völkermord. Legenden um Hitler und das Deutsche Volk. Gedenkschrift zum 40. Jahrestag des Kriegsausbruchs. Oberhausen 1979. (zusammen mit Pierre Grégoire und dem Kulturamt der Stadt Oberhausen)
- Reinhard Heydrich. Schlüsselfigur des Dritten Reiches. Droste, Düsseldorf 1982, ISBN 3-7700-0584-8.
- Hache. Zagreb 1982.
- Evropska Trilogija. Marseille i Drugi Svjetski Rat. Zagreb 1993.
- Europa Gledana s Balkana. Kritika Koncepcije Globalističkog Revizionizma. Zagreb 2000.
- Od Hitlera do Bin Ladena. S čovječanstvom k Vječnom Miru. Pula 2002.

### In Herausgeberschaft
- mit Walther Hofer, Karl Stephan und Friedrich Zipfel (Hrsg.): Der Reichstagsbrand. Eine wissenschaftliche Dokumentation. Band 1, Arani Verlag, Berlin 1972, ISBN 3-7605-4014-7.
- mit Walther Hofer, Christoph Graf, Karl Stephan und Friedrich Zipfel (Hrsg.): Der Reichstagsbrand. Eine wissenschaftliche Dokumentation. Band 2, Saur, München 1978, ISBN 3-598-04604-9.